# Mistrzostwa Świata w biegu na 100 km 2018
30. Mistrzostwa Świata w biegu na 100 km 2018 – zawody lekkoatletyczne, które odbyły się 8 września 2018 w Sveti Martin na Muri (Chorwacja).

## Medaliści
|                         | 1. miejsce                                                         | Rezultat | 2. miejsce                                                                               | Rezultat | 3. miejsce                                                                       | Rezultat |
| Mężczyźni indywidualnie | Hideaki Yamauchi                                                   | 6:28:05  | Takehiko Gyoba                                                                           | 6:32:51  | Bongmusa Mthembu Cosmos                                                          | 6:33:47  |
| Mężczyźni drużynowo     | Japonia 1. Hideaki Yamauchi · 2. Takehiko Gyoba · 3. Koji Hayasaka | 19:37:01 | Południowa Afryka 1. Bongmusa Mthembu Cosmos · 2. Thuso Mosiea · 3. Best Ngwenya         | 20:33:49 | Niemcy 1. Alexander Dautel · 2. Andre Collet · 3. Karsten Fischer                | 21:02:12 |
| Kobiety indywidualnie   | Nikolina Šustić Stanković                                          | 7:20:34  | Nele Alder-Baerens                                                                       | 7:22:41  | Mai Fujisawa                                                                     | 7:39:07  |
| Kobiety drużynowo       | Japonia 1. Mai Fujisawa · 2. Mikiko Ota · 3. Aiko Kanematsu        | 23:03:50 | Południowa Afryka 1. Salome Cooper · 2. Fikile Fundisiwe Mbuthuma · 3. Lisa Mary Collett | 23:56:44 | Chorwacja 1. Nikolina Šustić Stanković · 2. Veronika Jurišić · 3. Antonija Orlić | 24:13:57 |

## Reprezentacja Polski

### Mężczyźni
Drużyna mężczyzn zajęła 13. miejsce z czasem 23:47:28
| Miejsce | Zawodnik        | Klub                     | Rezultat |
| 50.     | Kamil Kunert    | TL ROW Rybnik            | 7:45:08  |
| 61.     | Paweł Kosek     | SPLA Tychy               | 7:56:06  |
| 65.     | Jacek Będkowski | LZS Zawisza Stara Kuźnia | 8:06:14  |
| DNF     | Piotr Stachyra  | MKS Piast Głogów         | -        |

### Kobiety
Drużyna kobiet zajęła 5. miejsce z czasem 24:46:54
| Miejsce | Zawodniczka               | Klub                  | Rezultat |
| 20.     | Wioletta Paduszyńska      | KS Team Baryła Gorzów | 8:07:54  |
| 24.     | Małgorzata Pazda-Pozorska | AML Słupsk            | 8:13:55  |
| 32.     | Joanna Lorenc             | KS Endorfiny Wąsosz   | 8:25:05  |